# Motore Cosworth GMA
Il motore Cosworth GMA V12 è un motore V12 aspirato da 4,0 litri, commissionato da Gordon Murray e sviluppato e prodotto da Cosworth per le vetture sportive Gordon Murray Automotive T.50 e T.33. Il motore stradale eroga una potenza di 663 CV (488 kW) a 11.500 giri al minuto, con una coppia massima di 467 Nm a 9.000 giri al minuto, rendendolo il motore per auto stradali con il regime di giri più elevato mai prodotto. Inoltre, il motore risulta più potente rispetto al V12 da 6,1 litri (6.064 cc) BMW S70/2 utilizzato nella McLaren F1.

## Storia
Per il suo primo veicolo, GMA si è affidata al fidato progettista di motori Cosworth, che in passato aveva già collaborato con Murray, per progettare e realizzare un nuovissimo motore V12 destinato ad alimentare la T.50.
La commissione di Cosworth a GMA ricalcava gli obiettivi stabiliti per la celebre McLaren F1: realizzare un motore leggero con il tempo di risposta più rapido rispetto a qualsiasi altro motore mai progettato per uso stradale. Inoltre, si richiedevano un'eccellente qualità sonora e un'estetica accattivante.
L'obiettivo era mantenere la cilindrata del motore il più ridotta possibile, in modo da offrire un rapporto potenza/peso senza pari per un veicolo con peso inferiore ai 1.000 kg. Il motore, un V12 da 3,9 litri, era progettato con linee aerodinamiche, privo di rivestimenti e accessori azionati da cinghia, e divenne il motore con il regime di giri più elevato mai realizzato per un'auto di serie.
La versione T.50 del motore GMA V12 eroga una potenza notevole di 663 CV a 11.500 giri al minuto. La coppia massima è di 467 Nm, raggiunta a 9.000 giri al minuto, con il 71% della coppia disponibile già a partire da 2.500 giri al minuto. Il blocco motore è realizzato in una lega di alluminio ad alta resistenza, mentre l’albero motore in acciaio pesa solo 13 kg. Le bielle e le valvole, così come la scatola della frizione, sono in titanio. Con un peso di soli 178 kg, questo motore è il più leggero mai realizzato per una supercar, e con una potenza specifica di 166 CV per litro, detiene il record tra i motori aspirati per auto stradali.

## Varianti
Sarà prodotta anche una versione da corsa più potente del motore GMA, destinata esclusivamente alla pista. Questo motore sarà utilizzato in una variante della T.50 focalizzata sulle competizioni, chiamata Gordon Murray Automotive T.50s Niki Lauda. I valori di potenza e coppia per la T.50s sono stati incrementati significativamente rispetto al motore della versione stradale standard, arrivando a generare 711 Cv (523 kW) a 11.500 giri al minuto e 485 Nm a 9.000 giri al minuto, con un aumento di 48 Cv (35 kW) e 18 Nm  rispetto all'auto stradale.
La potenza massima arriva a 735 Cv (541 kW) a 11.500 giri al minuto quando è equipaggiato con il sistema di aspirazione Ram-Air. Il T.50s raggiunge quindi un rapporto di potenza di circa 138,7 kW (188,6 Cvp) per litro. La versione da corsa del motore GMA è stata inoltre oggetto di varie modifiche, tra cui la rimozione dei convertitori catalitici dal sistema di scarico, pareti in inconel più sottili e silenziatori ridotti, con un peso complessivo di 162 kg . Questo rende il motore della T.50s 16 kg  più leggero rispetto al motore della T.50 stradale, confermandolo come il V12 più leggero mai realizzato.

## Specifiche del motore
- Tipo di motore: V12
- Capacità: 3994 CC
- Angolo V (gradi): 65°
- Aspirazione: Aspirazione naturale
- Alesaggio: 81,5 mm (3,2 pollici)
- Corsa: 63,8 mm (2,5 pollici)
- Rapporto di compressione: 14:1
- Potenza massima in uscita: 615–735 PS (452–541 kW; 607–725 hp) @ 10.500 giri al minuto-11.500giri al minuto
- Coppia massima in uscita: 463 Nm @ 9.000 giri al minuto
- Flessibilità: 71-75% della coppia massima a 2.500 giri al minuto
- Giri massimi: 12.100 giri/min
- Distribuzione: doppio albero a camme in testa, asse inclinato, 4 valvole per cilindro – fasatura variabile delle valvole su aspirazione/ scarico
- Sistema di induzione: airbox a induzione RAM – 4 corpi farfallati – Direct Path Induction Sound
- Sistema di scarico: Inconel e Titanio
- Sistema di lubrificazione: carter secco
- Sistema di raffreddamento: raffreddato ad acqua – doppi radiatori anteriori in alluminio
- Sistema di raffreddamento dell'olio: singolo radiatore posteriore in alluminio
- Sistema di accensione 12 bobine individuali, 12 volt
- Controllo delle emissioni allo scarico: 4 convertitori catalitici con sonde lambda e iniezione di aria secondaria
- Blocco motore: lega di alluminio
- Testate cilindri: lega di alluminio
- Bielle: Titanio
- Valvole: Titanio
- Peso totale del motore: 162-178 Kig
- Montaggio motore: Montaggio a taglio semi-strutturale con asse inclinato (IASM)
- Densità di potenza: 166 CV per litro

## Utilizzo
- Gordon Murray T.50
- Gordon Murray T.33